# Dik Trom en zijn dorpsgenoten (1947)
Dik Trom en zijn dorpsgenoten is een Nederlandse speelfilm uit 1947 van Ernst Winar in zwart-wit en geluid. De film is gebaseerd op het jeugdboek Dik Trom en zijn dorpsgenoten van Cornelis Johannes Kieviet, die een hele boekenserie over de kwajongensstreken van Dik Trom schreef.
In 1973 verscheen er een remake van deze film.

## Rolverdeling
| Acteur           | Personage                      |
| ---------------- | ------------------------------ |
| Douwe Koridon    | Dik Trom                       |
| Jules Verstraete | Veldwachter Flipse             |
| Elsje Niestadt   |                                |
| Theo Frenkel sr. | Professor Donders/Burgemeester |
| Alex de Meester  | Vrek                           |
| Jo Vischer       |                                |
| Coby Ridder      |                                |
| Henny Schouten   |                                |

1896-1909 · 1910-19 · 1920-29 · 1930-39 · 1940-49 · 1950-59 · 1960-69 · 1970-79 · 1980-89 · 1990-99 · 2000-09 · 2010-19
· 2020-29